# Lahti L-39
O Lahti L-39 é um fuzil antitanque de 20 mm finlandês usado durante a Segunda Guerra Mundial. Possuía excelente precisão, grande capacidade de penetração e alcance, mas seu tamanho e seu peso dificultava o transporte. Foi apelidado de "Norsupyssy" ("Arma Elefante") e, à medida que os tanques desenvolveram blindagem espessa demais para o L-39 penetrar, seus usos mudaram para tiros de precisão de longo alcance, perseguição de tanques e, com a variante totalmente automática L-39/44, para o emprego como arma antiaérea improvisada.

## Desenvolvimento
Aimo Lahti tinha dúvidas sobre a ideia original de uma metralhadora antitanque de 13 mm e começou a trabalhar em um projeto de 20 mm. Oficiais que desejavam armas antitanque de calibre menor acreditavam que a velocidade de saída dos projéteis de 20 mm era insuficiente para penetrar blindagens, e uma arma com maior cadência de tiro e calibre menor seria útil. Como resultado, Lahti projetou duas armas antitanque concorrentes: uma metralhadora de 13,2 mm e um fuzil de 20 mm. Após testes de tiro com ambas as armas em 1939, eles descobriram que o fuzil de 20 mm alcançava melhor penetração.

### Operação
O Lahti L-39 é uma arma semiautomática, operada a gás, com o pistão localizado abaixo do cano e a munição alimentada por um carregador destacável  por cima da arma, com a ejeção dos estojos por baixo da arma. Para reduzir o recuo, o fuzil é equipado com um freio de boca de cinco furos e uma almofada de recuo de couro acolchoada. O cano possui uma capa de madeira para permitir o transporte após o disparo ter causado o aquecimento do cano.

## Uso

### Guerra de Inverno
Durante a Guerra de Inverno (1939-1940), a Finlândia carecia de armamento antitanque. Apenas dois fuzis de 20 mm e algumas metralhadoras de 13,2 mm chegaram à linha de frente, onde as metralhadoras de 13,2 mm se mostraram ineficazes e pouco confiáveis, enquanto os fuzis maiores de 20 mm se mostraram eficazes contra os blindados soviéticos. Por conta disso, a Finlândia finalmente optou pelo modelo de 20 mm e iniciou a produção.
A arma também foi amplamente utilizada em uma técnica de contra-atirador na qual os finlandeses usavam manequins se passando por oficiais. Os atiradores soviéticos atiravam nos manequins, e os finlandeses então revidavam com os Lahti L-39.

### Guerra da Continuação

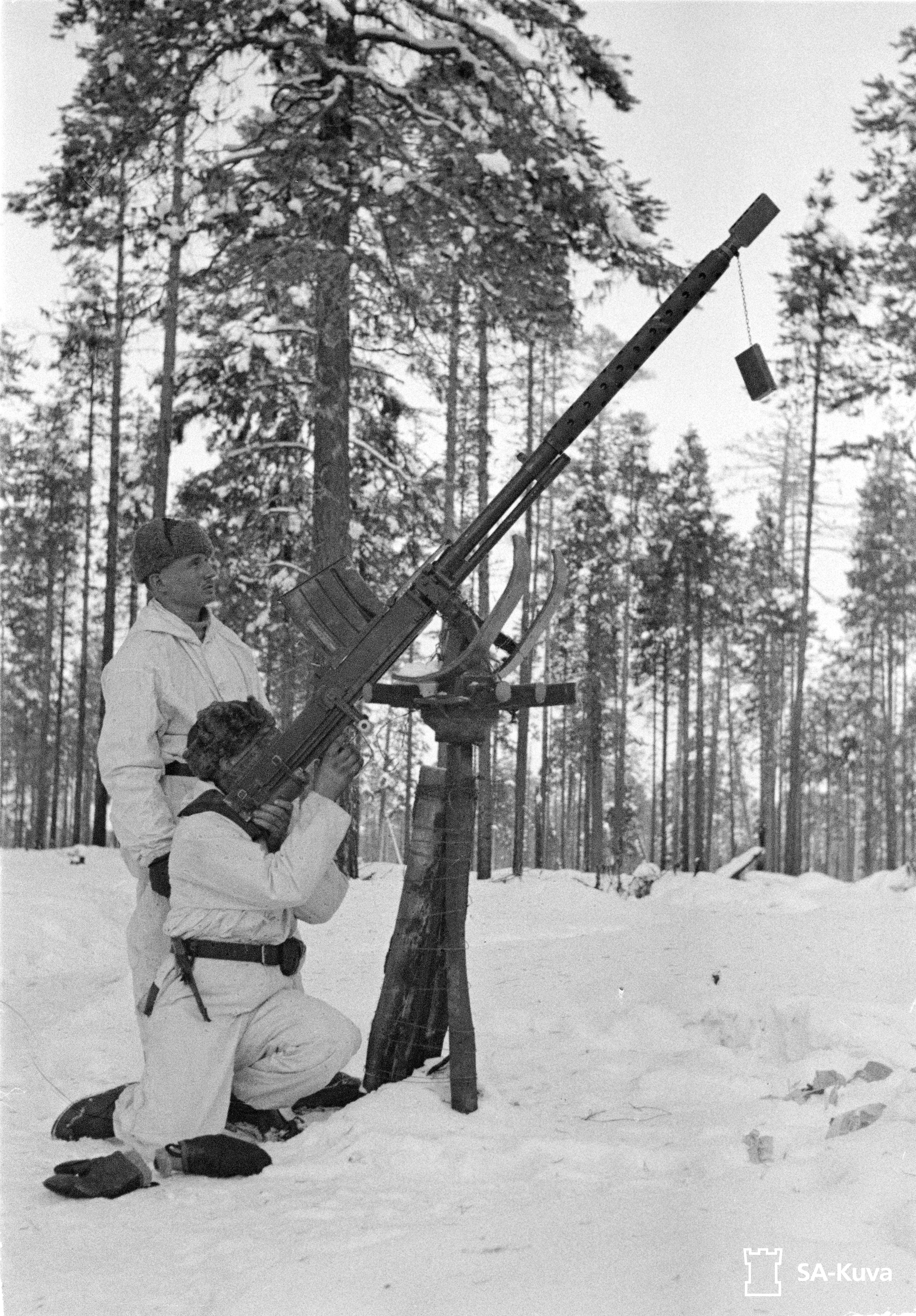
Um L-39 sendo usado como arma antiaérea improvisada em 1942.

A Guerra da Continuação (em finlandês:  jatkosota, em sueco:  fortsättningskriget, 25 de junho de 1941 – 19 de setembro de 1944) foi a segunda de duas guerras travadas entre a Finlândia e a União Soviética durante a Segunda Guerra Mundial.
Embora a arma não tenha sido capaz de penetrar tanques soviéticos mais novos, como o T-34 e o KV-1, ela ainda se mostrou bastante eficaz contra brechas e canhoneiras de bunkers, alvos de longo alcance e até mesmo aeronaves. Uma versão totalmente automática do L39 foi fabricada em pequenas quantidades, servindo como arma antiaérea. Outros bons alvos eram atiradores de elite e vários pontos fracos em tanques, como escotilhas superiores abertas, especialmente com munição de fósforo. Ela era até capaz de danificar torres de tanques e prendê-las para impedir a passagem dos canhões.
Por volta de dezembro de 1940, um Lahti L-39 substituiu a metralhadora original L-35/36 de 13,2 mm no carro blindado finlandês L-182. Essa conversão foi empregada pela unidade blindada da 1. Divisioona (em inglês: 1ª Divisão) durante 1941.

### Pós-Segunda Guerra Mundial
Vários dos fuzis permaneceram em serviço após a Segunda Guerra Mundial, servindo como armas anti-helicóptero, enquanto muitos outros foram vendidos para colecionadores, principalmente nos Estados Unidos. Hoje, os fuzis, especialmente aqueles em condições de uso, são bastante raros e muito procurados. Algumas armas desativadas (com barras de aço soldadas nas câmaras) foram reativadas devido ao seu valor. Como a munição é rara, elas são frequentemente recalibradas para .50 BMG para reduzir o custo de uso. Nos Estados Unidos, a posse civil continua possível, dependendo das leis estaduais e federais. Como a arma dispara cartuchos maiores que o calibre .50, ela é considerada um dispositivo destrutivo e está sujeita à National Firearms Act de 1934. A posse civil depende do cumprimento desta lei e se o estado individual proíbe a posse civil de dispositivos destrutivos.